# Zum Teufel mit der Unschuld
Zum Teufel mit der Unschuld (Originaltitel: Goodbye, Columbus) ist eine romantische Komödie von Larry Peerce aus dem Jahr 1969 im Verleih von Paramount Pictures. Der Film basiert auf der gleichnamigen Novelle von Philip Roth. Das Drehbuch zum Film schrieb Arnold Schulman, der dafür mit dem Writers Guild of America Award ausgezeichnet wurde und eine Oscarnominierung für das beste Drehbuch erhielt. In den Hauptrollen spielen Richard Benjamin und Ali MacGraw. Für MacGraw war es ihre erste große Filmrolle, nachdem sie 1968 in Der schnellste Weg zum Jenseits (A Lovely Way to Die) bereits eine kleinere Rolle gespielt hatte.

## Handlung
Neil Klugman ist ein Kriegsveteran und Absolvent der Rutgers University. Neil arbeitet als Angestellter in einer Bibliothek und verliebt sich in Brenda Patimkin, eine wohlhabende Studentin vom Radcliffe College, die den Sommer zu Hause verbringt. Da Klugman der Arbeiterklasse angehört, stoßen sie bei Brendas Familie auf Widerstand, insbesondere von Brendas Mutter. Die Konflikte drehen sich um Anstand und Themen hinsichtlich vorehelichem Sex und einer möglichen Schwangerschaft. Zudem ist Mrs. Patimkin auf die Jugend ihrer Tochter neidisch.
Am Ende wird Neil für ein Wochenende nach Massachusetts eingeladen. Brenda erzählt Neil, dass ihre Mutter ihr Diaphragma gefunden hat und ihre Eltern somit von der Affäre wissen. Neil und Brenda streiten sich, und Brenda beendet die Affäre genauso abrupt wie sie begonnen hat.

## Rezeption

### Einspielergebnis
Der Film wurde mit einem Budget von 1,5 Mio. US-Dollar realisiert. In Nordamerika spielte der Film ca. 10,5 Mio. US-Dollar ein und gehört damit zu den erfolgreichsten Filmen des Jahres 1969. Weltweit erreichte der Film ein Einspielergebnis von knapp 23 Mio. US-Dollar.

### Kritik
Das Branchenblatt Variety lobte den Film und schrieb, es sei teilweise eine „Freude, wie der Film eine unbändige Stimmung“ entfache. Die Besetzung des Films sei ausgezeichnet, Benjamin und MacGraw böten „frische Darstellungen, gewürzt mit reichlich Humor.“
Vincent Canby von der The New York Times mochte den Film, kritisierte jedoch, dass er in Roths Werk herumirrt; nichtsdestotrotz sei der Film „in seiner Mitte präzise und ehrlich“. Mit Fortschreitung der Handlung würden die wesentlichen Figuren jedoch – in der Novelle noch „leicht überzeichnet“ –, zu „ausstaffierten, gesichtslosen Karikaturen“.
Das Lexikon des internationalen Films bezeichnete Zum Teufel mit der Unschuld als „gefällig inszenierten Unterhaltungsfilm, der fragwürdiges Verhalten von alter und junger Generation nicht unkritisch“ gegenüberstelle, sich dabei aber „in Oberflächlichkeit“ verliere.
Abgesehen von der Kritik an dem deutschen Titel hat der Evangelische Film-Beobachter nichts an dem Werk auszusetzen: „Absolut keine Propaganda für Freizügigkeit, sondern trotz des entstellenden deutschen Titels ein konventionell gestalteter gehobener Unterhaltungsfilm mit sympathischen Darstellern, über dessen Thema man allerdings gut diskutieren kann. Ab 18 daher interessant.“

### Ehrungen
Auszeichnungen
- 1970: Writers Guild of America Award in der Kategorie „Best Comedy Adapted from Another Medium“ für Arnold Schulman
- 1970: Golden Laurel bei den Laurel Awards in der Kategorie „Comedy, Female New Face“ für Ali MacGraw
- 1970: Golden Globe Award in der Kategorie „Most Promising Newcomer“ für Ali MacGraw.

Nominierungen
- Oscars: Bestes adaptiertes Drehbuch (Arnold Schulman)
- Golden Globe Awards: Best Comedy Picture (Stanley R. Jaffe)
- Golden Globe Awards: Best Original Song (Charles Fox, Jim Yester)
- BAFTA: Bester Nebendarsteller (Jack Klugman)
- BAFTA: Vielversprechendster Newcomer (Ali MacGraw)
- BAFTA: Bestes adaptiertes Drehbuch (Arnold Schulman)
- Directors Guild of America: Bester Regisseur (Larry Peerce)

## Soundtrack
Eine Vinyl-LP des Film-Soundtracks wurde 1969 von Warner Bros. Records veröffentlicht. 2006 wurde der Soundtrack von Collector's Choice Music auf CD herausgebracht.
Drei Songs des Soundtracks wurden geschrieben und performed von Mitgliedern von The Association: „Goodbye, Columbus“ (Jim Yester), „It's Gotta Be Real“ (Larry Ramos) und „So Kind To Me“ (Terry Kirkman).

### Trackliste
1. Goodbye, Columbus [A-cappella-Version]
2. How Will I Know You?
3. Dartmouth? Dartmouth!
4. Goodbye, Columbus [Instrumental]
5. Ron's Reverie: Across the Field/Carmen Ohio
6. It's Gotta Be Real
7. A Moment to Share
8. Love Has a Way
9. A Time for Love
10. So Kind to Me (Brenda's Theme)
11. Goodbye, Columbus